# Polska na Halowych Mistrzostwach Europy w Lekkoatletyce 1977
Polska na Halowych Mistrzostwach Europy w Lekkoatletyce 1977 – reprezentacja Polski podczas zawodów w San Sebastián zdobyła osiem medali w tym dwa złote.

## Wyniki reprezentantów Polski

### Mężczyźni
- Bieg na 60 m
  - Marian Woronin zajął 3. miejsce
  - Zenon Licznerski zajął 6. miejsce
  - Tadeusz Tyszka odpadł w półfinale
- Bieg na 400 m
  - Marian Gęsicki zajął 3. miejsce
  - Edward Antczak zajął 6. miejsce
  - Cezary Łapiński odpadł w eliminacjach
- Bieg na 800 m
  - Feliks Wawrzon odpadł w półfinale
- Bieg na 1500 m
  - Henryk Wasilewski zajął 5. miejsce
- Bieg na 3000 m
  - Leopold Tomaszewicz odpadł w eliminacjach
- Bieg na 60 m przez płotki
  - Jan Pusty zajął 6. miejsce
- Skok wzwyż
  - Jacek Wszoła zajął 1. miejsce
- Skok o tyczce
  - Władysław Kozakiewicz zajął 1. miejsce
  - Mariusz Klimczyk zajął 3. miejsce
  - Leszek Hołownia zajął 4. miejsce
- Skok w dal
  - Stanisław Jaskułka zajął 4. miejsce
- Trójskok
  - Zdzisław Sobora zajął 4. miejsce
- Pchnięcie kulą
  - Władysław Komar zajął 3. miejsce

### Kobiety
- Bieg na 60 m
  - Irena Szewińska odpadła w eliminacjach
- Bieg na 800 m
  - Elżbieta Katolik zajęła 3. miejsce
- Bieg na 60 m przez płotki
  - Zofia Filip zajęła 2. miejsce
  - Danuta Wołosz zajęła 5. miejsce
- Skok wzwyż
  - Elżbieta Krawczuk zajęła 13. miejsce